# 存覚
存覚（ぞんかく）は、鎌倉時代後期から南北朝時代にかけての浄土真宗の僧である。父は覚如、母は僧教仏の娘播磨の局、弟は従覚。常楽寺 (下京区)初代。錦織寺四代。
存覚は、初期浄土真宗における優れた教学者で、父覚如を助けて浄土真宗の教線拡大に尽力したが、本願寺留守職や東国における門徒への対応などをめぐり対立し、2度の義絶と和解が繰り返された。和解後も本願寺別当職を継承しなかった。
存覚は終生にわたり教化活動に力を注ぎ、佛光寺の了源への多数の聖教書写を初め、関東や陸奥国・近江国・備後国などで多くの布教活動を行った。

## 生涯
年齢は、数え年。日付は、文献との整合を保つ為、旧暦（宣明暦）表示（生歿年月日を除く）とし、南北朝時代の元号は、北朝（京都）で表記する。
- 正応3年6月4日（1290年7月11日[1]）、本願寺三世覚如の長男として、生まれる。幼名は、「光日麿」（「光刀丸」とも）。
- 永仁5年（1297年）前伯耆守日野親顕の猶子となる。
- 乾元2年・嘉元元年（1303年）、14歳で奈良に遊学し、東大寺で出家受戒し、「興親」と名乗る。興福寺の慶海・実伊・良寛に教えを受ける。
- 嘉元2年 1304年、比叡山延暦寺で受戒、尊勝院玄智に入門する。
- 嘉元3年（1305年）、日野俊光の猶子となり、名を「光玄」と改める。十楽院有職となる
- 徳治2年（1307年）、十月から十二月にかけて西山義の安養寺長老、阿日房彰空より学び、玄義から定善までを修了する。[3]
- 延慶2年（1309年）、毘沙門谷証聞院にて修学。
- 延慶3年（1310年）、毘沙門谷証聞院より大谷の覚如のもとに帰り、父を補佐して門弟の教化に務めた。
- 応長元年（1311年）、越前国大町専修寺の大町如道（三門徒派開基）に『教行信証』を講述する。
  - この年、親鸞五十回忌。
- 正和3年（1314年）、覚如、病身のため、大谷廟堂の留守職を移譲される。
- 正和5年（1316年）、室に「奈有」を迎える。
- 文保元年（1317年）、親鸞自筆の『観無量寿経集註』[4]『阿弥陀経集註』を書写。
- 元応2年（1320年）、長男「光祖」（第2子、後の南禅寺首座）生まれる。
- 元亨元年（1321年）、覚如により「大谷廟堂」を寺院化され、「本願寺」と号する。寺院化に伴い、留守職は、住持職を含めた別当職となる。
- 元亨2年（1322年）、留守職の血脈継承と東国門徒に対する意見の相違により、覚如に義絶される。
- 元亨4年（1324年）、了源の求めにより『浄土真要鈔』、『諸神本懐集』、『持名鈔』を著わし、付与する。
- 同年、『破邪顕正鈔』、『女人往生聞書』を著わす。
  - 元徳2年（1330年）[5]、了源は、「山科興正寺」[6]を汁谷（澁谷）に移建し、寺号を「佛光寺」と改める。
- 正慶元年（1332年）、鎌倉大倉谷に移住する。
- 正慶2年/ 元弘3年（1333年）、鎌倉を出て、近江国瓜生津の仏光寺に向う。
- 建武元年（1334年）、四男「綱嚴」生まれる。（後に慈空の養嗣となり、名を「慈観」と改め、錦織寺五代となる）
  - 建武2年（1335年）12月8日、了源、伊賀国の七里峠にて賊に襲撃され、入滅。
- 建武4年（1337年）、備後にて『顕名鈔』を著わす。
- 建武5年（1338年）、備後国府にて法華宗と対論、『決智鈔』、『法華問答』、『報恩記』、『至道抄』、『選択註解抄』を著わす。
- 暦応元年（1338年）、覚如に義絶を赦免され、別当職に復職。
- 康永元年（1342年）、覚如に再び義絶される。
- 康永2年（1343年）、『教行信証』に延書をする。
- 観応元年（1350年）、覚如に再び義絶を赦免される。
  - 観応2年（1351年）1月19日、82歳にて父 覚如示寂。
- 文和2年/正平8年（1353年）、数年間滞在していた六条大宮の坊舎を大谷の今小路（京都常樂臺）に移転し、以後そこに住す。
- 応安6年2月28日（1373年3月22日[1]）、84歳にて示寂。

## 神祇観
法然や親鸞においては基本的に神祇を拝することを積極的にはすすめていないのに対して、存覚には本地垂迹説に基づき、神を権社神と実社神に分け、後者が祟り神であるのに対して前者は仏の垂迹であるとする著作がある。

## 著書
- 自著
  - 『浄土真要鈔』
  - 『六要鈔』…『教行信証』（親鸞 著）を最初に註釈した書。
  - 『諸神本懐集』
  - 『浄土見聞集』
  - 『持名鈔』
  - 『歩船鈔』
  - 『真宗至道抄』
  - 『報恩記』
  - 『存覚袖日記』
  - 『存覚法語』
- 聞書
  - 『存覺上人一期記』…存覚の綱嚴（慈観）による筆録集。本願寺の歴史を知る上での重要な史料。